# Дерлюк Роман Олегович
Роман Олегович Дерлюк (рос. Роман Олегович Дерлюк; 27 жовтня 1986, м. Ленінград, СРСР) — російський хокеїст, захисник. Виступає за ХК «Сочі» у Континентальній хокейній лізі. Майстер спорту (2010). 
Вихованець хокейної школи «Іжорець» (Санкт-Петербург). Виступав за «Спартак» (Санкт-Петербург), СКА (Санкт-Петербург), ХК МВД, ТХК (Твер), «Динамо» (Москва), «Сан-Антоніо Ремпідж» (АХЛ).
У складі національної збірної Росії дебютував 1 квітня 2011 року в товариському матчі зі збірною Білорусі.
Досягнення
- Володар кубка Гагаріна (2013).
- Фіналіст кубка Гагаріна (2010).